# 托罗密罗
托罗密罗, 又称复活节岛槐，是豆科的一种开花乔木，为复活节岛的特有种。

## 形态特征
托罗密罗体型不大，树高通常在6米上下，树冠宽度不过4米餘。托罗密罗的树皮呈红褐色且有垂直裂纹；树叶为复叶，每片复叶均由灰绿色的小叶组成，叶背覆有丝状绒毛；花朵呈黄色，可长达3厘米；果实为长条形棕色荚果。

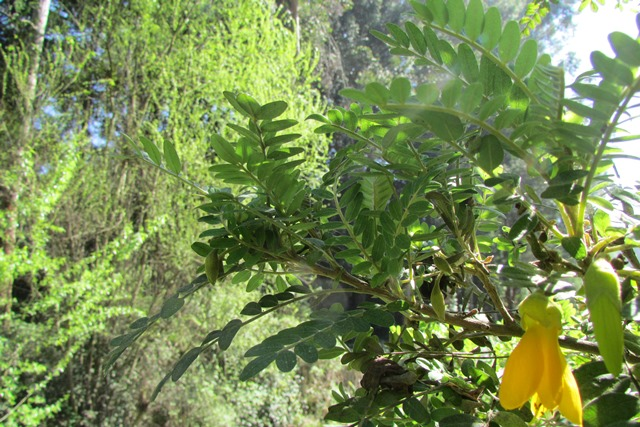
开花的托罗密罗
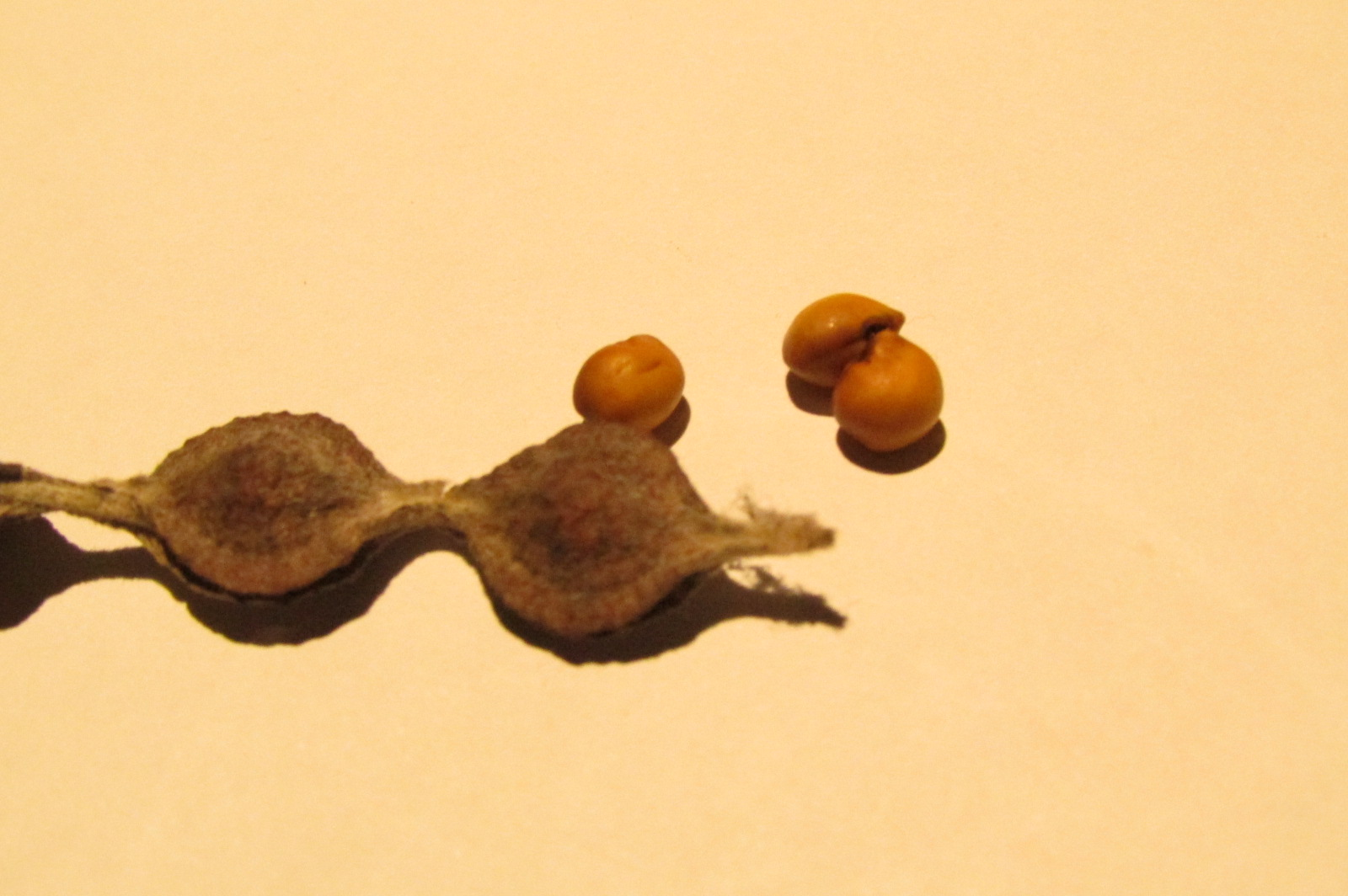
托罗密罗的荚果与种子
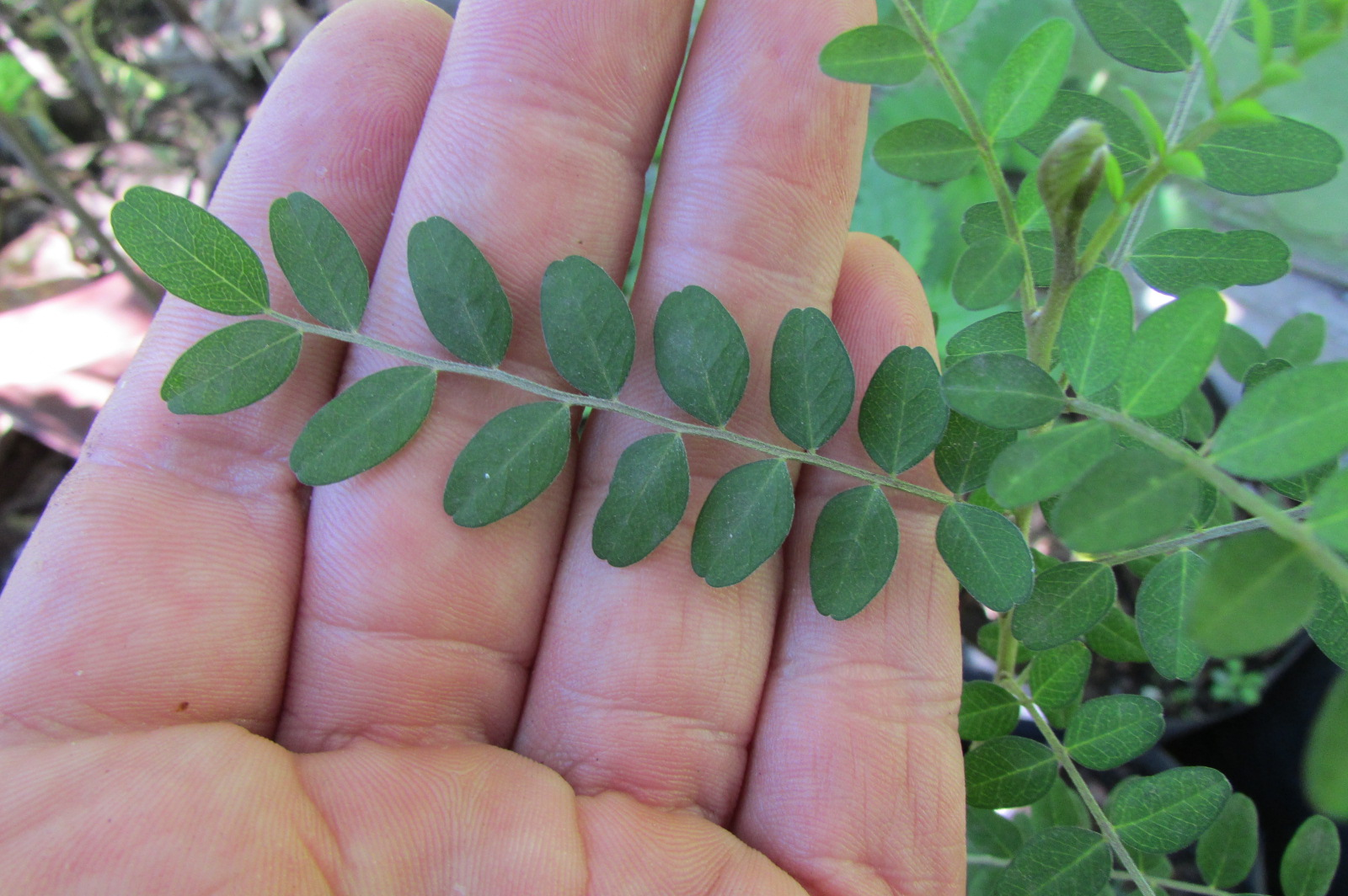
托罗密罗的复叶

## 历史
托罗密罗原为复活节岛上的特有种，但到17世纪上半叶，岛上的大部分森林已毁于大规模的森林砍伐，曾经常见的托罗密罗亦变得稀少；最终，托罗密罗于20世纪60年代野外灭绝。当地的传统认为复活节岛上的朗戈朗戈文字板是用托罗密罗木制成的。然而现代的测试结果表明，所有现存的朗戈朗戈文字板均为桐棉木材质，有可能是因为桐棉在某些波利尼西亚语言中被称为“miro”或“milo”而讹传为名称相近的托罗密罗。英国生物学家大卫·爱登堡曾提到过，他收藏的一个小木雕被邱园鉴定为托罗密罗木材质。

## 保护
虽然托罗密罗已野外灭绝，但在植物学家的努力下，第一株人工培育的托罗密罗已于1988年重返复活节岛。目前，邱园皇家植物园与哥德堡植物园有一个合作项目致力于继续将托罗密罗引入复活节岛。该物种仅存的有记录的植株全部是在20世纪60年代，由托尔·海尔达尔从一棵托罗密罗树上采集的种子繁殖出来的。虽然有消息称现存的所有托罗密罗都是这一单一个体的后代，但研究表明至少还有另一棵托罗密罗的后代得以幸存。